# Нешвил (Канзас)
Нешвил (енгл. Nashville) град је у америчкој савезној држави Канзас.

## Демографија
По попису из 2010. године број становника је 64, што је 47 (-42,3%) становника мање него 2000. године.
| Група             | 2000.       | 2010.      |
| Белци             | 106 (95,5%) | 63 (98,4%) |
| Афроамериканци    | 1 (0,9%)    | 1 (1,6%)   |
| Азијати           | 0 (0,0%)    | 0 (0,0%)   |
| Хиспаноамериканци | 3 (2,7%)    | 0 (0,0%)   |
| Укупно            | 111         | 64         |